# Xã South Elkhorn, Quận Warren, Missouri
Xã South Elkhorn (tiếng Anh: South Elkhorn Township) là một xã thuộc quận Warren, tiểu bang Missouri, Hoa Kỳ. Năm 2010, dân số của xã này là 7.249 người.